# Charles d'Aubigné
Charles d'Aubigné, (1634-1703) est un officier et un aristocrate français.
Fils de Constant d'Aubigné et de son épouse, Isabelle-Jeanne de Cardilhac, il est baptisé le 3 juin 1634 à Niort. 
Pendant sa jeunesse, il est placé dans les pages chez M. de Parabère.
Le 30 décembre 1667, il fut maintenu dans sa noblesse. 
En 1678, il épouse Géneviève Piètre, la fille d'un procureur de Paris, de surcroit protestante. Ce mariage est alors considéré comme une mésalliance et la religion de son épouse affaiblit la position de Charles. En 1685, à la veille de la révocation de l'édit de Nantes,  elle abjure finalement.
De cette union, ils conçurent une fille, Françoise Charlotte.
Il a une liaison avec Anne Garée dont un fils, Charles II d'Aubigné.
Après la liaison puis le mariage secret de sa sœur, Françoise d'Aubigné, marquise de Maintenon avec Louis XIV en 1684, ce capitaine de cavalerie devient successivement gouverneur de Cognac (1677), d'Aigues-Mortes (1688) et du Berry (1691). Il reçoit également le titre de comte d'Aubigné et chevalier de l'Ordre du Saint-Esprit en 1688.
Il est recensé dans l'armorial général de France aux côtés de son épouse Geneviève Philippe Pietre avec la mention "Charles Comte d'Aubigné Marquis de Maintenon Chevalier des Ordres du Roi, Gouverneur et grand bailly de la province de Berry".
Il se vantait également, à tort, d'avoir été élevé au rang de maréchal de France, disant à qui voulait l'entendre qu'il avait eu son bâton de maréchal en argent comptant,.
Il meurt le 22 mai 1703 à Vichy.

## Postérité
Dans le film Nanon (1938), il est interprété par Johannes Heesters.